# آلیشیا گارزا
آلیشیا گارزا (انگلیسی: Alicia Garza؛ زادهٔ ۴ ژانویهٔ ۱۹۸۱) کنشگر اهل ایالات متحده آمریکا است.
وی همچنین برندهٔ جوایزی همچون ''۱۰۰ زن بی‌بی‌سی'' شده‌است.